# Еллаєнс (Огайо)
Еллаєнс (англ. Alliance) — місто (англ. city) в США, в округах Старк і Магонінґ штату Огайо. Населення — 21 672 особи (2020).

## Географія
Еллаєнс розташований за координатами 40°54′36″ пн. ш. 81°7′11″ зх. д. / 40.91000° пн. ш. 81.11972° зх. д. (40.910070, -81.119790).  За даними Бюро перепису населення США в 2010 році місто мало площу 23,23 км², з яких 23,11 км² — суходіл та 0,11 км² — водойми.

## Демографія
Згідно з переписом 2010 року, у місті мешкали 22 322 особи в 8631 домогосподарстві у складі 5232 родин. Густота населення становила 961 особа/км².  Було 10022 помешкання (431/км²).
Расовий склад населення:
| - 84,6 % — білих - 10,5 % — чорних або афроамериканців - 0,8 % — азіатів - 0,2 % — корінних американців |

До двох чи більше рас належало 3,4 %. Частка іспаномовних становила 1,9 % від усіх жителів.
За віковим діапазоном населення розподілялося таким чином: 22,0 % — особи молодші 18 років, 62,3 % — особи у віці 18—64 років, 15,7 % — особи у віці 65 років та старші. Медіана віку мешканця становила 35,3 року. На 100 осіб жіночої статі у місті припадало 91,9 чоловіків;  на 100 жінок у віці від 18 років та старших — 87,1 чоловіків також старших 18 років.
Середній дохід на одне домашнє господарство  становив 46 803 долари США (медіана — 31 914), а середній дохід на одну сім'ю — 54 344 долари (медіана — 40 303). Медіана доходів становила 36 949 доларів для чоловіків та 31 068 доларів для жінок. За межею бідності перебувало 25,4 % осіб, у тому числі 36,0 % дітей у віці до 18 років та 10,1 % осіб у віці 65 років та старших.
Цивільне працевлаштоване населення становило 8638 осіб. Основні галузі зайнятості: освіта, охорона здоров'я та соціальна допомога — 26,7 %, виробництво — 20,6 %, роздрібна торгівля — 12,9 %, мистецтво, розваги та відпочинок — 8,5 %.